# Карнаух Валерій Анатолійович
Валерій Анатолійович Карнаух (15 січня 1959, Миколаїв — 1 березня 2014, Миколаїв) — український видавець, перекладач, громадський діяч, меценат. Засновник приватного видавничо-поліграфічного підприємства «Можливості Кіммерії». Лауреат міської премії «Людина року» (1996) та «Городянин року» (1997).

## Біографія
Валерій Анатолійович Карнаух народився 15 січня 1959 року в Миколаєві. У 1982 році закінчив філологічний факультет Ленінградського державного університету за спеціальністю «Перекладач англійської мови».
Після закінчення університету служив військовим перекладачем у військово-транспортній авіації СРСР. Брав участь в операціях з надання допомоги населенню країн Азії та Африки в районах стихійних лих, катастроф, бойових і міжнаціональних конфліктів.
У 1985 році повернувся до рідного міста, де працював учителем іноземної мови в середній школі № 22, а згодом викладачем у Миколаївському державному педагогічному інституті (нині Миколаївський національний університет імені В. О. Сухомлинського).
У 1991 році заснував перше в Миколаєві в пострадянський період приватне видавничо-поліграфічне підприємство «Можливості Кіммерії», а також одну з перших у місті приватних газет «Николаевские ведомости».
За власні кошти Валерій Карнаух замовив виготовлення серії портретів найбільш видатних керівників міста різних років XIX — початку XX століть, які нині прикрашають стіни сесійної зали Миколаївської міської ради.
З 1995 по 2001 роки був почесним патроном та попечителем Миколаївського академічного українського театру драми і музичної комедії. У січні 1998 року Валерію Карнауху було присвоєно звання академіка Південного центру Академії Наук Національного Прогресу.
З 1998 року до кінця життя очолював громадський організаційний комітет щорічної загальноміської програми «Городянин року» — «Людина року». З 2005 року був головою громадської ради Центральної міської бібліотеки ім. М. Л. Кропивницького, організатором щорічних виставок книг миколаївських видавництв при бібліотеці.
Валерій Анатолійович Карнаух помер 1 березня 2014 року в Миколаєві після тяжкої хвороби.

## Видавнича діяльність
У 1991 році Валерій Карнаух заснував перше в пострадянському Миколаєві приватне видавничо-поліграфічне підприємство «Можливості Кіммерії». Видавництво діяло з 1991 по 2014 роки і за цей період випустило понад 300 видань українською та російською мовами.
Починаючи з 1995 року видавництво спеціалізувалося на випуску енциклопедичної, довідкової, краєзнавчої літератури, прози та поезії миколаївських митців. «Можливості Кіммерії» також видавали публіцистичний і літературно-художній журнал «Николаев» (2000—2001) накладом 1500 примірників, альманахи «Письмена» (1995), «Бузький гард» (1996).

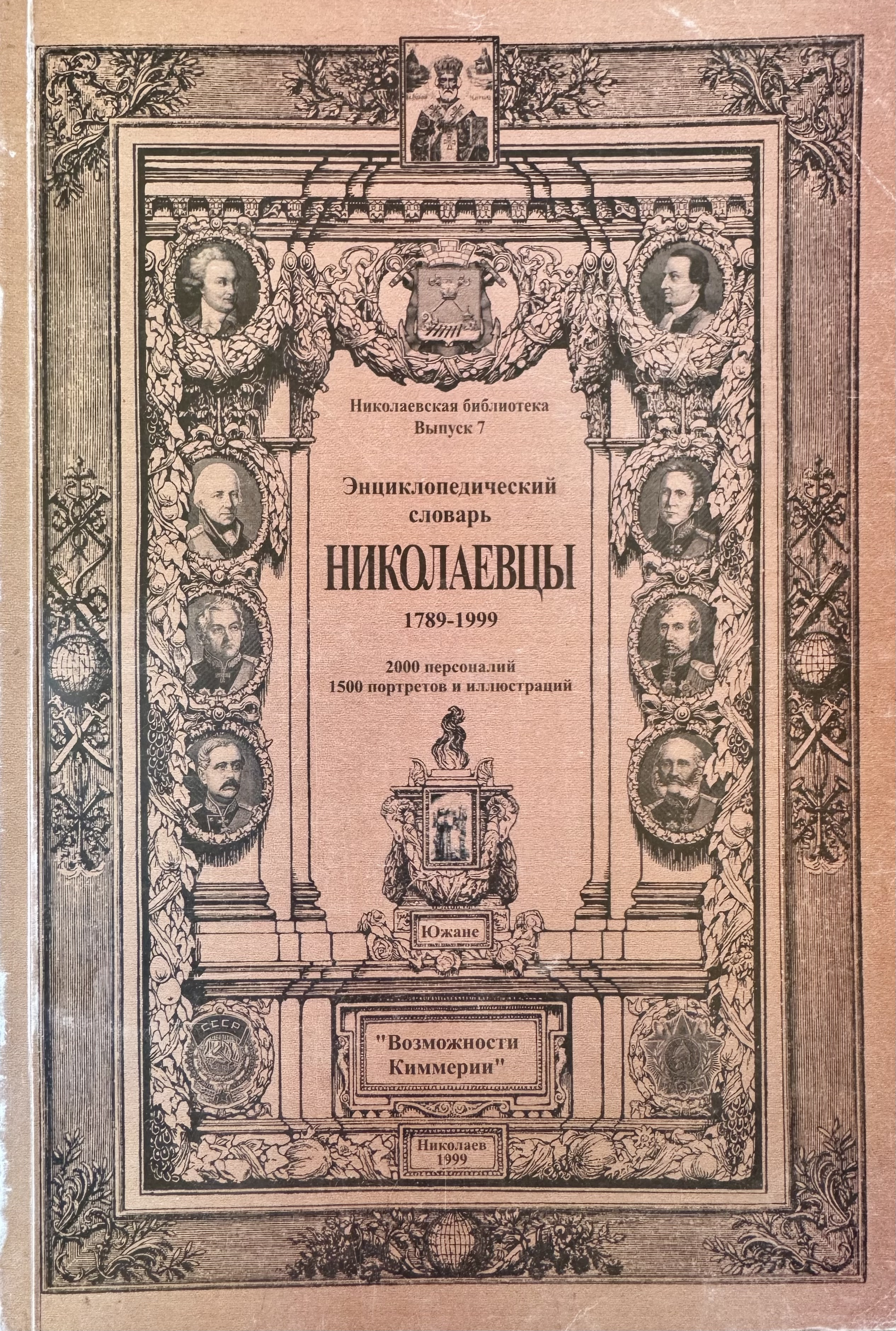
Енциклопедичний словник «Миколаївці. 1789—1999»

Одним із найвизначніших проєктів видавництва став енциклопедичний словник «Николаевцы 1789—1999», виданий у 1999 році до 210-ї річниці заснування Миколаєва. У словнику представлені відомості про життя й діяльність понад 2000 осіб, які народилися й жили або жили в Миколаєві та залишили помітний слід в історії міста. Видання містить 1500 портретів та ілюстрацій. Цей проєкт потребував кількох років дослідницької роботи та об'єднання зусиль понад 80 авторів.
У співпраці з київським Інститутом археології НАН України, фахівцями миколаївських вишів та музейними працівниками були видані книги «Історія Миколаєва» (2000), «Козацькі поселення на Миколаївщині: історія та легенди» (2001), «История Николаева: от основания до наших дней» Юрія Крючкова (2000), «Архитектура старого Николаева» Наталії Кухар-Онишко (2001), науково-популярне видання «Николаевские достопримечательности» (2010).
У рамках серій «Страницы истории отечества» і «Николаевская библиотека» були опубліковані колективна монографія «Скифия: история, хозяйство, быт, религия, искусство, военное дело» (2004), книга «Ольвия. Жизнь и смерть цивилизаций» Сергія Рослякова (2003) та «Путешествие в трипольский мир» Михайла Відейка (2005), альманах «Золота арфа: творчість молодих митців Миколаївщини» (2001) і поетична антологія «Миколаївський оберіг» (2004; 2007).
Особливі стосунки пов'язували Валерія Карнауха з миколаївськими поетами. Завдяки його зусиллям були видані збірки віршів М. Лісянського, Е. Январьова, Д. Креміня, Є. Голубкової, В. Пучкова, Ю. Миронова та інших. Книги миколаївських поетів, видані видавництвом «Можливості Кіммерії», — «Пектораль» Дмитра Креміня та «Документ» Еміля Январьова — принесли їм звання лауреатів, відповідно, Національної премії України імені Тараса Шевченка та Всеукраїнської премії ім. Миколи Ушакова. Володимир Пучков отримав премію «Планета поета» імені Леоніда Вишеславського за збірку «На стыке моря и лимана» (2008).
Книги видавництва вирізнялися науковою цінністю та якісним поліграфічним виконанням. Видавництво було багаторазовим учасником регіональних виставок, книжкових ярмарків, що проходили у Києві та Львові.
Особливістю видавничої діяльності Валерія Карнауха було те, що він не вважав комерційний успіх головною її метою. Будучи людиною, закоханою у своє місто, він прагнув зробити доступними для зацікавленого читача дослідження з історії Миколаївщини, твори миколаївських письменників і поетів. Багатьом авторам В. Карнаух допомагав знайти меценатів для видання їхніх книг у складний пострадянський час, багато видавав за власні кошти.
Видавництво «Можливості Кіммерії» припинило свою діяльність у 2014 році після смерті засновника і керівника Валерія Карнауха.

## Пам'ять
21 квітня 2016 року на будинку по вулиці Потьомкінській, 48 (нині — вул. Марка Кропивницького) встановлено меморіальну дошку на честь Валерія Карнауха. Саме в цій будівлі розташовувалося видавництво «Можливості Кіммерії», яке він очолював протягом багатьох років. Автором меморіальної дошки є миколаївський скульптор, заслужений діяч мистецтв України Іван Булавицький.
21 березня 2025 року у літературному сквері біля Центральної міської бібліотеки ім. М. Л. Кропивницького відкрито пам'ятний знак на честь Валерія Карнауха. Пам'ятник виготовлено й встановлено за кошти міського бюджету та благодійників. Автор пам'ятного знаку — Іван Булавицький.

### Редактор
- Золотухин, А. И. Экзампей: эссе, стихи и поэма / А. И. Золотухин ; худож. А. И. Золотухин ; [ред. В. А. Карнаух]. — Николаев: Возможности Киммерии, 2005. — 272 с. : ил.
- Крючков, Ю. С. История улиц Николаева: топонимический путеводитель по городу и окрестностям / Ю. С. Крючков ; ред. В. А. Карнаух. — Николаев: Возможности Киммерии, 1997. — 160 с. : фот. — (Николаевская библиотека ; вып. 2).
- Кухар-Онишко, Н. О.  Історія Миколаєва: навч. посібник для 5 кл. загальноосвіт. школи / Н. О. Кухар-Онишко, О. В. Гриневич, Н. М. Гаркуша ; ред. В. А. Карнаух. — Миколаїв: Можливості Кіммерії, 2000. — 100 с. : іл., фот.
- Николаевские достопримечательности: [науч.-попул. изд.] / авт. кол. : И. И. Александренко, Т. В. Березовская, Н. С. Берсон и др. ; ред. В. А. Карнаух ; предисл. В. Ю. Пучкова. — Николаев: Возможности Киммерии, 2010. — 336 с. : ил. — (Південна бібліотека).
- Прогулки по старому Николаеву. Николаев на дореволюционных открытках: фотоальбом / гл. ред. В. А. Карнаух ; сост., автор текста Н. А. Кухар-Онышко. — Николаев: Возможности Киммерии, 1997. — 88 с. : фот. — (Николаевская библиотека ; вып.3).
- Январёв, Э. И. Стихи мои младше меня: новая книга: [поэтический сборник] / авт.-сост. Э. И. Январёв ; книга иллюстрирована скульптурными работами Генри Мура ; [ред. В. Карнаух]. — Николаев: Возможности Киммерии, 2000. — 104 с. : ил.

### Додаткові джерела про життя і творчість
- Карнаух Валерій Анатолійович: [біогр. довідка] // Людина року. Городянин року (1996—2019): загальноміська програма: біобібліографічний довідник / Центральна міська бібліотека ім. М. Л. Кропивницького, ЦБС для дорослих м. Миколаєва, ЦВГД «Наваль-Експерт». — Дев'ятнадцяте вид.,  доп. — Миколаїв: Іліон, 2020. — С. 101—102.
- Валерий Карнаух: [сборник]. — Николаев: Изд-во Ирины Гудым, 2015. — 108 с. : фот. — (Легендарные имена).